# Trocherateina pohliata
Trocherateina pohliata là một loài bướm đêm trong họ Geometridae.